# Arenivaga hypogaios
Arenivaga hypogaios (лат.) — вид песчаных тараканов-черепашек рода Arenivaga из семейства Corydiidae (или Polyphagidae). Обнаружены в Северной Америке: Мексика и штат Техас (США).

## Описание
Среднего размера тараканы овально-вытянутой формы: длина тела 17,4—23,0 мм; наибольшая ширина тела (GW) 8,2—9,7 мм; ширина пронотума (PW) около 6 мм; длина пронотума (PL) около 5 мм. Соотношение длины тела к его наибольшей ширине у голотипа (TL/GW) 2,37. На голове два крупных выступающих округлых оцеллия (0,50 × 0,40 мм). Основная окраска коричневая. Пронотум полупрозрачный восково-бежевый с тёмно-коричневой задней границей; дорсальная поверхность пронотума с короткими оранжево-коричневыми волосками; пронотальный рисунок тёмно-коричневый; вдавленный, без различимых деталей; аура отсутствует. Присутствуют два когтя на лапках. Ноги и тело светло-оранжево-коричневые; субгенитальная пластинка светло-оранжево-коричневая; асимметричная с округлыми вершинами. Крылья вытянуты за вершину брюшка (до 40 % общей длины крыла); светло-коричневые с широко разбросанными пятнами от средне-оранжево-коричневого до средне-коричневого цвета; поверхность непрозрачная и матовая или с легким блеском. Вид Arenivaga hypogaios может быть спутан с Arenivaga florilega и Arenivaga galeana, но может быть отличим по различию в генитальных крючках и более узкому переднему выступу у Arenivaga hypogaios на правом вентральном фалломере. Arenivaga hypogaios также имеет гребень зазубрин на латеральной стороне открытого поля правого дорсального фалломера, который отсутствует у florilega и galeana.
Все детали биологии остаются неисследованными. Питаются, предположительно, как и другие виды своего рода, микоризными грибами, листовым детритом пустынных кустарников и семенами, собранными млекопитающими. В надземных условиях живут только крылатые самцы (отличаются ярко выраженным половым диморфизмом: самки рода Arenivaga бескрылые, внешне напоминают мокриц). Вид был впервые описан в 2014 году американским энтомологом Хейди Хопкинсом (Heidi Hopkins).